# Place Nilda-Fernández
La place Nilda-Fernández est une place située dans le 18e arrondissement de Paris, en France.

## Situation et accès
La place est située à l'intersection de la rue André-Messager et de la rue Émile-Blémont.

## Origine du nom
La place porte le nom de Nilda Fernández (1951-2019), auteur-compositeur-interprète franco-espagnol.

## Historique
Par délibération du 11 octobre 2024, la place prend la dénomination de « place Nilda Fernández ».